# 中国人民解放軍総参謀部第一部
中国人民解放軍総参謀部第一部（ちゅうごくじんみんかいほうぐんそうさんぼうぶだいいちぶ、中国語: 中国人民解放军总参谋部作战部）とは、中国人民解放軍の作戦計画を立案、実行を指導する機関。総参謀部作戦部とも称される。

## 機構
第一部は、9局から成る。
- 作戦局
- 人民防空局
- 辺防与警備局
- 空軍局
- 海軍局
- 戦略核部隊局
- 戦略方向局
- 総合計画局
- 連合作戦局

第一部は、中国共産党中央軍事委員会戦略委員会の弁公室と総参謀部国際形勢研究小組を管轄し、第一部長は委員会弁公室主任と小組組長を兼任する。